# Communauté de communes Garonne et Gascogne
La communauté de communes Garonne et Gascogne était une communauté d'agglomération française, située dans le département de Tarn-et-Garonne et la région Occitanie.

## Historique
Créée le 23 décembre 2002.
Elle fusionne le 1er janvier 2017 avec la communauté de communes Garonne et Canal et la communauté de communes du Terroir Grisolles Villebrumier pour former la communauté de communes Grand Sud Tarn-et-Garonne.

## Composition
Elle est composée des communes suivantes :
| Nom                        | Code Insee | Gentilé           | Superficie (km2) | Population (dernière pop. légale) | Densité (hab./km2) |
| -------------------------- | ---------- | ----------------- | ---------------- | --------------------------------- | ------------------ |
| Verdun-sur-Garonne (siège) | 82190      | Verdunois         | 36,26            | 4 660 (2014)                      | 129                |
| Aucamville                 | 82005      | Aucamvillois      | 22,91            | 1 154 (2014)                      | 50                 |
| Beaupuy                    | 82014      | Beaupuysiens      | 11,81            | 304 (2014)                        | 26                 |
| Bouillac                   | 82020      | Bouillacois       | 30,45            | 632 (2014)                        | 21                 |
| Bourret                    | 82023      | Bourretois        | 16,48            | 849 (2014)                        | 52                 |
| Comberouger                | 82043      | Comberougerais    | 12,22            | 278 (2014)                        | 23                 |
| Mas-Grenier                | 82105      | Maséens           | 24,66            | 1 366 (2014)                      | 55                 |
| Saint-Sardos               | 82173      | Saint-Sardossiens | 26,56            | 1 076 (2014)                      | 41                 |
| Savenès                    | 82178      | Savenésiens       | 22,57            | 785 (2014)                        | 35                 |

## Démographie
| 1968  | 1975  | 1982  | 1990  | 1999  | 2009  | 2011   | 2012   | 2013   |
| ----- | ----- | ----- | ----- | ----- | ----- | ------ | ------ | ------ |
| 6 410 | 6 183 | 6 313 | 6 836 | 7 199 | 9 757 | 10 162 | 10 423 | 10 782 |

## Liste des Présidents successifs
| Période                                  | Période | Identité    | Étiquette | Qualité                            |
| ---------------------------------------- | ------- | ----------- | --------- | ---------------------------------- |
| Les données manquantes sont à compléter. |         |             |           |                                    |
| 2008                                     | 2017    | Denis Roger |           | Médecin / Conseiller départemental |

## Compétences
- Parc de loisirs de Saint-Sardos
- Z.A d'Arnantoux
- Police Municipale
- Crèches / RAM
- Ecoles de musique
- Transports à la demande
- Gestion des déchets (via le SIEEOM Grisolles-Verdun)
- Cadastre
- Mise en place de l'ADSL